# Sierra Pelarda
La sierra de Pelarda o sierra Pelarda es una sierra de la rama aragonesa del Sistema Ibérico al sur de la Sierra de Oriche.
Llega hasta los 1510 m en el alto de Pelarda y hasta los 1.492 m en La Retuerta. Su vertiente Nordeste desagua hacia el río Huerva o hacia el río Aguasvivas mientras que su vertiente suroeste desagua hacia el río Pancrudo.
Se extiende por los términos municipales de Bea, Fonfría, Allueva y Calamocha. Dentro del término de Calamocha corresponde en parte a los antiguos términos municipales de Olalla, Cutanda y Nueros. 

## Toponimia
La sierra de Pelarda toma su nombre de la pardina de Pelarda, antigua aldea hoy despoblada de la Comunidad de Daroca. Actualmente el término se superpone parcialmente con la denominación de sierra de Fonfría, que incluye un Lugar de Importancia Comunitaria.